# Pignora imperii
Pignora imperii («застави правління», «гаранти імперії») — сакральні речі, які мали гарантувати продовження імперію у Стародавньому Римі. Античні джерела перераховують до семи таких речей. Як священні реліквії вказуються палладій, дерев'яний образ Мінерви (який, як стверджували римляни, був врятований під час падіння Трої і пізніше зберігався у весталок); священний вогонь Вести (за яким також стежили весталки, і якому ніколи не можна було давати згаснути); Анкіл — дванадцять щитів Марса, які несли жерці-салії під час своїх процесій, датованих часом правління Нума Помпілія, другого царя Риму.
У пізнішій Римській імперії підтримка Вівтаря Перемоги в Сенаті набула аналогічної символічної цінності для таких ревнителів старовини, як Квінт Аврелій Сіммах, які намагалися зберегти релігійні традиції Риму перед християнською гегемонією. Гасіння вогню в храмі Вести християнським імператором Феодосієм I було однією з подій, що знаменували скасування традиційної релігії Риму і нав'язування християнства як державну релігію, що домінувала над усіма іншими віруваннями.
У деяких оповіданнях часів пізньої античності про заснування Константинополя стверджується, що Костянтин I — перший імператор, який прийняв християнство, перевіз pignora imperii до нової столиці. Хоча історичність цієї події може викликати сумніви, саме це твердження свідчить про символічну цінність цих речей . .

## Список Сервія
Вчений IV століття Мавр Сервій Гонорат відзначав у своєму коментарі до поеми Вергілія «Енеїда», що було сім символів (pignora), які підтримують римське правління (Imperium Romanum) і наводив їх список:
1. голка Матері Богів (Acus Matris Deum), що зберігався в Храмі Кібели на Палатинському пагорбі[5] ;
2. теракотова колісниця з чотирма кіньми, привезена з Веї (Quadriga Fictilis Veientanorum), імовірно за велінням останнього царя Риму Тарквінія Гордого, була виставлена на даху храму Юпітера в Капітолії;
3. попіл Ореста (Cineres Orestis), що зберігався в тому ж храмі;
4. скіпетр Пріама (Sceptrum Priami), привезений до Риму Енеєм;
5. вуаль Іліони (Velum Ilionae), дочки Пріама, ще одна троянська реліквія[6] ;
6. Паладій, що зберігався в храмі Вести ;
7. Анкіл, священний щит Марса Градивуса[7], дарований Нуму Помпілію, що зберігався в Регії серед одинадцяти інших ідентичних копій, зроблених, щоб спантеличити потенційних злодіїв. Жерці-салії щороку під час агоналій проходили процесією Римом із цими щитами.

Алан Кемерон зазначає, що три з цих передбачуваних реліквій були вигаданими (попіл, скіпетр і вуаль) і не згадуються в жодних інших джерелах як священні гаранти імперії. Інші чотири об'єкти були досить засвідчені в латинській літературі, хоч і не залишили по собі будь-яких археологічних слідів.